# 104° westerlengte
104° westerlengte (ten opzichte van de nulmeridiaan) is een meridiaan of lengtegraad, onderdeel van een geografische positieaanduiding in bolcoördinaten. De lijn loopt vanaf de Noordpool naar de Noordelijke IJszee, Noord-Amerika, de Grote Oceaan, de Zuidelijke Oceaan en Antarctica en zo naar de Zuidpool.
In de Verenigde Staten wordt de grens tussen de staten Montana en  Wyoming in het westen en North Dakota, South Dakota en Nebraska in het oosten gevormd door de meridiaan 27° westerlengte ten opzichte van de nulmeridiaan van Washington. Deze 27° WL / Washington meridiaan bevindt zich 3 boogminuten meer naar het westen dan de 104° westerlengte, wat zich op deze noorderbreedte vertaalt naar een afstand van circa 4 km.
De meridiaan op 104° westerlengte vormt een grootcirkel met de meridiaan op 76° oosterlengte. De meridiaanlijn beginnend bij de Noordpool en eindigend bij de Zuidpool gaat door de volgende landen, gebieden of zeeën. 
| Land, gebied of zee | Nauwkeurigere gegevens                                                           |
| ------------------- | -------------------------------------------------------------------------------- |
| Noordelijke IJszee  |                                                                                  |
| Canada              | Nunavut - Ellef Ringnes-eiland, Edmund Walker Island, Cameron Island, Île Vanier |
| Byam Martin Channel |                                                                                  |
| Canada              | Nunavut - Byam Martineiland                                                      |
| Parrykanaal         |                                                                                  |
| Canada              | Nunavut - Victoria-eiland                                                        |
| Queen Maudgolf      |                                                                                  |
| Canada              | Nunavut, Northwest Territories, Saskatchewan                                     |
| Verenigde Staten    | North Dakota, South Dakota, Nebraska, Colorado, New Mexico, Texas                |
| Mexico              | Chihuahua, Durango, Zacatecas, Jalisco, Nayarit, Jalisco, Colima                 |
| Grote Oceaan        |                                                                                  |
| Zuidelijke Oceaan   |                                                                                  |
| Antarctica          | Niet-toegeëigend gebied in Antarctica                                            |